# Lorella Cuccarini
Lorella Cuccarini, född 10 augusti 1965 i Rom, är en italiensk skådespelare, sångare och TV-personlighet. Hon är bland annat känd för TV-serierna Spanska trappan, Amiche, Lo zio d'America 2 och L'isola di Pietro.
År 2011 blev Cuccarini kommendör av Italienska republikens förtjänstorden.

## Filmografi (urval)
| År   | Titel                   | Roll               | Kommentar |
| ---- | ----------------------- | ------------------ | --------- |
| 1983 | Zampognaro innamorato   |                    |           |
| 1992 | Spanska trappan         | Annabella Morganti | TV-serie  |
| 1995 | La stangata             |                    | TV-serie  |
| 1998 | Star Trek: Insurrection | Starfleet Crewman  |           |
| 2004 | Amiche                  | Giovanna           | TV-serie  |
| 2006 | Lo zio d'America 2      | Francesca          | TV-serie  |
| 2019 | Grand Tour              |                    |           |

## Diskografi
Studioalbum
- 1986 – Lorel
- 1993 – Voci
- 1995 – Voglia di fare